# 阿蒙森灣 (南極洲)
阿蒙森灣（英語：Amundsen Bay）是南極洲的海灣，位於東部南極洲沿岸，長50公里、寬40公里，受南極條約約束，該海灣以挪威探險家羅爾德·亞孟森命名。
66°55′S 50°0′E / 66.917°S 50.000°E